# Luksemburg na Letnich Igrzyskach Olimpijskich 2012
Luksemburg na Letnich Igrzyskach Olimpijskich 2012, które odbyły się w Londynie, reprezentowało 9 zawodników.
Był to dwudziesty czwarty start reprezentacji Luksemburga na letnich igrzyskach olimpijskich.

## Reprezentanci

### Judo
Kobiety
| Zawodniczka  | Konkurencja | 1/16                       | 1/8                      | Ćwierćfinał              | Półfinał            | Repasaż 1                        | Repasaż 2                     | Finał               | Finał   |
| Zawodniczka  | Konkurencja | Przeciwniczka Wynik        | Przeciwniczka Wynik      | Przeciwniczka Wynik      | Przeciwniczka Wynik | Przeciwniczka Wynik              | Przeciwniczka Wynik           | Przeciwniczka Wynik | Pozycja |
| ------------ | ----------- | -------------------------- | ------------------------ | ------------------------ | ------------------- | -------------------------------- | ----------------------------- | ------------------- | ------- |
| Marie Müller | -52 kg      | Ana Carrascosa W 0201–0000 | María García W 1011–0002 | Yanet Bermoy P 0002–0011 | NQ                  | Christianne Legentil W 0101–0002 | Rosalba Forciniti P 0001–0000 | NQ                  | 5.      |

### Kolarstwo

#### Kolarstwo szosowe
Mężczyźni
| Zawodnik       | Konkurencja                | Czas    | Miejsce |
| -------------- | -------------------------- | ------- | ------- |
| Laurent Didier | Wyścig ze startu wspólnego | 5:46:37 | 64.     |

Kobiety
| Zawodniczka       | Konkurencja                | Czas    | Miejsce |
| ----------------- | -------------------------- | ------- | ------- |
| Christine Majerus | Wyścig ze startu wspólnego | 3:35:56 | 21.     |

### Łucznictwo
Mężczyźni
| Zawodnik      | Konkurencja   | Runda rankingowa | Runda rankingowa | 1/32                   | 1/16             | 1/8              | Ćwierćfinał      | Półfinał         | Finał            | Finał   |
| Zawodnik      | Konkurencja   | Punkty           | Rozstawienie     | Przeciwnik Wynik       | Przeciwnik Wynik | Przeciwnik Wynik | Przeciwnik Wynik | Przeciwnik Wynik | Przeciwnik Wynik | Pozycja |
| ------------- | ------------- | ---------------- | ---------------- | ---------------------- | ---------------- | ---------------- | ---------------- | ---------------- | ---------------- | ------- |
| Jeff Henckels | indywidualnie | 654              | 49.              | Rick van der Ven P 2–6 | NQ               | NQ               | NQ               | NQ               | NQ               | NQ      |

### Pływanie
Mężczyźni
| Zawodnik            | Konkurencja     | Eliminacje | Eliminacje | Półfinał | Półfinał | Finał | Finał   |
| Zawodnik            | Konkurencja     | Czas       | Miejsce    | Czas     | Miejsce  | Czas  | Miejsce |
| ------------------- | --------------- | ---------- | ---------- | -------- | -------- | ----- | ------- |
| Laurent Carnol      | 100m klasycznym | 1:01,46    | 26.        | NQ       | NQ       | NQ    | NQ      |
| Laurent Carnol      | 200m klasycznym | 2:10,83    | 12.        | 2:11,17  | 25.      | NQ    | NQ      |
| Raphael Stacchiotti | 200m zmiennym   | 2:00,38    | 17.        | NQ       | NQ       | NQ    | NQ      |
| Raphael Stacchiotti | 400m zmiennym   | 4:17,20    | 18.        | —        | —        | NQ    | NQ      |

### Strzelectwo
Kobiety
| Zawodniczka   | Konkurencja               | Kwalifikacje | Kwalifikacje | Finał  | Finał   |
| Zawodniczka   | Konkurencja               | Punkty       | Miejsce      | Punkty | Miejsce |
| ------------- | ------------------------- | ------------ | ------------ | ------ | ------- |
| Carole Calmes | karabin pneumatyczny 10 m | 390          | 48.          | NQ     | NQ      |

### Tenis stołowy
Kobiety
| Zawodniczka | Konkurencja | Eliminacje          | Runda 1             | Runda 2             | Runda 3             | Runda 4             | Ćwierćfinały        | Półfinały           | Finał               | Finał   |
| Zawodniczka | Konkurencja | Przeciwniczka Wynik | Przeciwniczka Wynik | Przeciwniczka Wynik | Przeciwniczka Wynik | Przeciwniczka Wynik | Przeciwniczka Wynik | Przeciwniczka Wynik | Przeciwniczka Wynik | Pozycja |
| ----------- | ----------- | ------------------- | ------------------- | ------------------- | ------------------- | ------------------- | ------------------- | ------------------- | ------------------- | ------- |
| Ni Xialian  | singel      | BYE                 | BYE                 | Ariel Hsing P 2–4   | NQ                  | NQ                  | NQ                  | NQ                  | NQ                  | NQ      |

### Tenis ziemny
Mężczyźni
| Zawodnik      | Konkurencja    | 1/32                  | 1/16                              | 1/8              | Ćwierćfinały     | Półfinały        | Finał            | Finał         |
| Zawodnik      | Konkurencja    | Przeciwnik Wynik      | Przeciwnik Wynik                  | Przeciwnik Wynik | Przeciwnik Wynik | Przeciwnik Wynik | Przeciwnik Wynik | Pozycja       |
| ------------- | -------------- | --------------------- | --------------------------------- | ---------------- | ---------------- | ---------------- | ---------------- | ------------- |
| Gilles Müller | gra pojedyncza | Adrian Ungur 6:3, 6:3 | Denis Istomin 7:6(4), 6:7(3), 5:7 | → Nie awansował  | → Nie awansował  | → Nie awansował  | → Nie awansował  | Miejsca 17-32 |